# Metzlers (Weißensberg)
Metzlers (früher: Wickenweiler, Wiggenweiler; mundartlich Metslərs) ist ein Dorf in der Gemeinde Weißensberg im bayerisch-schwäbischen Landkreis Lindau (Bodensee).

## Geografie
Das Dorf liegt circa ein Kilometer nordwestlich des Hauptorts Weißensberg. Südlich des Orts liegt Grübels.

## Geschichte
Metzlers wurde erstmals urkundlich als Wigginwiller im Jahr 1290 erwähnt. Der ursprüngliche Ortsname bezog sich auf den Personennamen Wiggo sowie auf das Grundwort -weiler. Der heutige Ortsname bezieht sich auf den erstmals im Jahr 1453 im Ort erwähnten Familiennamen Metzler. Im Jahr 1605 wurden in Wickenweiler 18 Häuser gezählt.

## Baudenkmäler
Siehe: Liste der Baudenkmäler in Metzlers